# Thézillieu

Thézillieu este o comună în departamentul Ain din estul Franței.